# 伊索沃尔
伊索沃尔（西班牙語：Isóbol）是西班牙加泰罗尼亚赫罗纳省的一个市镇。总面积11平方公里，总人口318人（2013年），人口密度29.6人/平方公里。当地经济以农业、畜牧业为主。